# Barsuki (Selsawet Bakschty)
Barsuki (belarussisch Барсукі; russisch Барсуки) ist ein Chutor in Selsawet Bakschty, Rajon Iuje, Hrodsenskaja Woblasz, Belarus. Die Siedlung liegt im Südosten des Rajons. Im Jahre 1986 war die Ortschaft und ihre Umgebung von den Folgen der Katastrophe von Tschernobyl stark betroffen. Heute gehört der Chutor und auch 77 andere Ortschaften des Rajons Iuje zur Gegend mit erhöhten Strahlungswerten und liegt in der Zone der periodischen Radioaktivitätskontrolle. 1999 bestand die Siedlung aus sechs Bauernhöfen und hatte sieben Einwohner. Die höchste dokumentierte Einwohnerzahl, 84 Einwohner und zehn Bauernhöfe, hatten Barsuki im Jahre 1909; 1940 zählte die Siedlung 18 Bauernhöfe mit 70 Einwohnern.